# 宋時魁
宋时魁（？—？），字文可，號惺轩，湖廣武昌府蒲圻县人，軍籍，明朝政治人物。

## 生平
万历十六年（1588年）戊子科湖廣鄉試第二十一名舉人，萬曆三十二年（1604年）登甲辰科进士，通政司觀政，授行人司行人，三十三年充册封副使，册封沈府保定、沁水二王，三十四年奉使册封光泽王朱术堣。三十八年補户部主事，本年升员外，三十九年升郎中，四十年升河南知府，四十三年回籍养病。